# Carl Appel (Romanist)
Carl Appel (* 17. Mai 1857 in Berlin; † 13. Februar 1934 in Breslau) war ein deutscher Romanist und Hochschullehrer.

## Leben und Werk
Mit einer Doktorarbeit bei Adolf Tobler promovierte Appel 1882 an der Friedrich-Wilhelms-Universität Berlin zum Dr. phil. Ab 1886 war er habilitierter Privatdozent an der Albertus-Universität Königsberg. 1892 wurde er als o. Professor an die Universität Breslau berufen. Im WS 1893/94 ernannte ihn der Akademisch-Neuphilologische Verein Breslau im WKV zum Ehrenmitglied. Für das akademische Jahr 1907/08 wurde er zu ihrem Rektor gewählt. 1926 wurde er zum korrespondierenden Mitglied der Göttinger Akademie der Wissenschaften gewählt. 1925 wurde er emeritiert. Zu seinem 70. Geburtstag veröffentlichten seine Freunde und Schüler eine Festschrift.
Appel gab viel bewunderte Editionen der altprovenzalischen Minnesänger heraus und vollendete den 8. Bd. von Emil Levys Provenzalischem Supplementwörterbuch.

## Schriften
- Die Berliner Handschriften der „Rime“ Petrarcas, Berlin 1886
- Provenzalische Inedita aus Pariser Handschriften, Leipzig 1890; 1892   (frz. Ausg. Paris 1898)
- Zur Entwicklung italienischer Dichtungen Petrarcas, Halle a.S. 1891
- Provenzalische Chrestomathie, Halle a.S. 1895, 6. Aufl. 1930 (Nachdr. Hildesheim 1971, Genève 1974)
- Die Triumphe Francesco Petrarcas, Halle a.S. 1901
- Gui von Cambrai: Balaham und Josaphas, Halle a.S. 1907
- Der Trobador Cadenet, Halle a.S. 1920 (Nachdr. Genève 1974)
- Bernart von Ventadorn. Seine Lieder, Halle a.S. 1915; 1926
- Provenzalische Lautlehre, Leipzig 1918
- Raïmbaut von Orange, Berlin 1928 (Nachdr. Genève 1973)
- Bertran von Born, Halle a.S. 1931 (Nachdr. Genève 1973)
- Die Lieder Bertrans von Born, Halle a.S. 1932
- Die Singweisen Bernarts von Ventadorn, Halle a. S. 1934